# Мясокостная мука

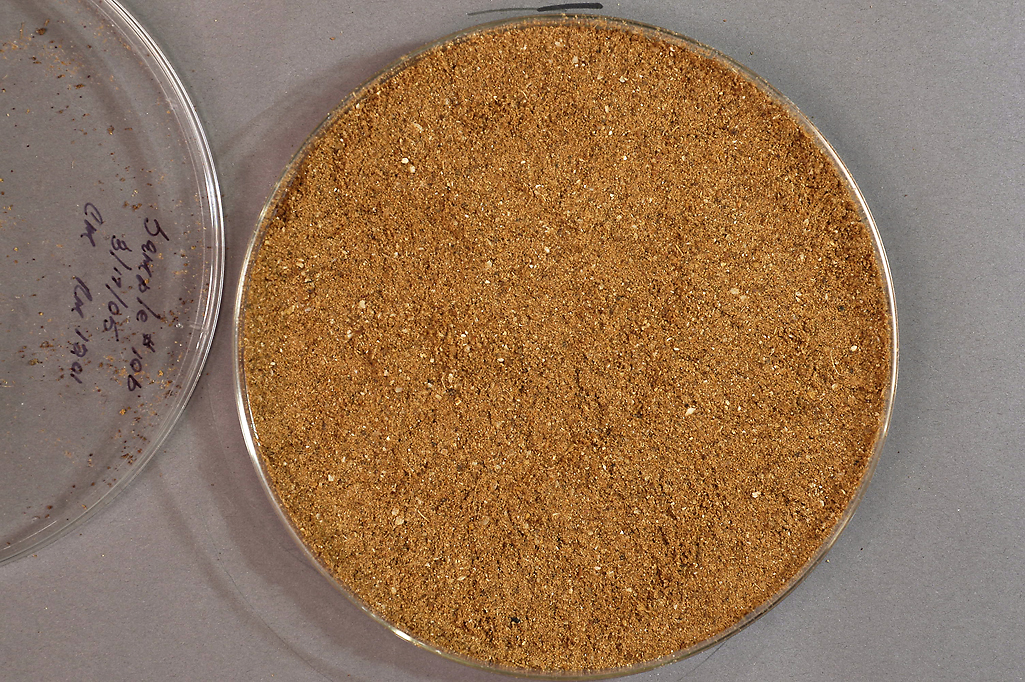
Мясокостная мука, MBM

Мясокостная мука — пищевая белкововитаминная минеральная добавка для животных, широко применяющаяся в животноводстве. Вырабатывается из туш животных, непригодных для употребления в пищу, павших животных, отходов мясного и рыбного производства.
Сырьё обрабатывается паром или варится, затем сушится и измельчается, содержит белок (50 %), золу (35 %), жиры (8-12 %), воду (4-7 %). Мясокостную муку включают в рацион птицы, свиней, молодняка сельскохозяйственных животных для улучшения белкового баланса рациона. Также входит в состав комбикормов и кормов для домашних животных (собак и кошек, особенно часто в США).

## Приготовление мясoкостной муки
Мясокостная мука является промышленным кормом, производится из убойных отходов. Сырье — отходы убоя — варят, сушат, измельчают и стерилизуют при повышенном давлении и температуре (напр. в Чешской Республике метод используется в соответствии с Правилами № 1069/2009 ЕС, то есть температура не менее 133 °C, давление не менее 3 бар в течение не менее 20 минут), Высокие требования к температуре и давлению должны обеспечивать денатурацию всего белка, включая прионы, вызывающие губчатую энцефалопатию. Точный состав мясокостной муки варьируется в зависимости от доли мышечных частей и других компонентов (жира и костей) в исходном материале. Из питательных веществ мука содержит в основном высокого качества, легкоусвояемый белок, 48-62%. В мясокостной муке первого сорта минимум 54%. Однако, термообработка разлагает некоторые аминокислоты, в основном лизин. Мясокостная мука также содержит 8-18 % жира: чем меньше жира, тем меньше срок годности. Усвоение питательных веществ и биологическая ценность еe протеина ниже, чем мясной муки. Это обусловлено действием более высоких температур при обработке сырья, а также высоким содержанием малоценной в кормовом отношении соединительной ткани.
В Северной Америке имеется около 300 предприятий по обработке убойных отходов, которые обслуживают животноводство, используя побочные продукты переработки животных. Только в США в настоящее время производится, забивается и перерабатывается около 100 миллионов голов свиней, 35 миллионов голов крупного рогатого скота и восемь миллионов кур в год. В целом побочные продукты этих процессов составляют более половины общего объема производства мяса, молока и яиц.
Oт трети до половины массы каждой головы птицы и скота остается непотреблённым. Около 49 % живой массы крупного рогатого скота, 44 % живой массы поголовья свиней, 37 % живой массы бройлеров и 57 % живой массы большинства видов рыбы останется непотреблённым человеком. Текущий объем сырья, производимого каждый год, составляет почти 25 млн т.

## Запрет на использование
Мясокостная мука считается основной причиной распространения губчатой энцефалопатии крупного рогатого скота (BSE). В последнее время, однако, растет убеждение в том, что мясокостная мука не всегда ответственна за передачу BSE, поскольку заболевание возникает, несмотря на то, что мука была изъята из рациона в Европейском союзе с 1990 г. Mясокостная мука остается разрешенным компонентом корма для хищных домашних и пушных зверей.
В некоторых странах мясокостная мука добавляeтся в комбикорм для жвачных животных в качестве источника азота для микрофлоры рубца, онa также используется как ценный источник легкоусвояемого белка в корме для свиней и других животных.

## Костная мука
Подробнее см. Костная мука
Костная мука — продукт переработки костей животных, используется в качестве минеральной подкормки. Богата кальцием и фосфором (24% и 11%). Применяется также в качестве удобрения и для устранения дефекта костей в медицине.

## Связь с эпизоотиейкоровьего бешенства
Имеется мнение, что эпизоотия коровьего бешенства в Великобритании вызвана использованием заражённой прионами мясокостной муки с недостаточной степенью обработки.

## Топливо
В Европе мясокостная мука используется как природное топливо для генерации энергии и сжигания мусора. Может рассматриваться как замена угля, с меньшей на 1/3 калорийностью.
В Великобритании особенно много мясокостной муки использовалось в качестве топлива после эпизоотии коровьего бешенства, когда было забито большое количество скота. Большую часть сожгли на тепловой электростанции Glanford Power Station.